# Turken i Italien

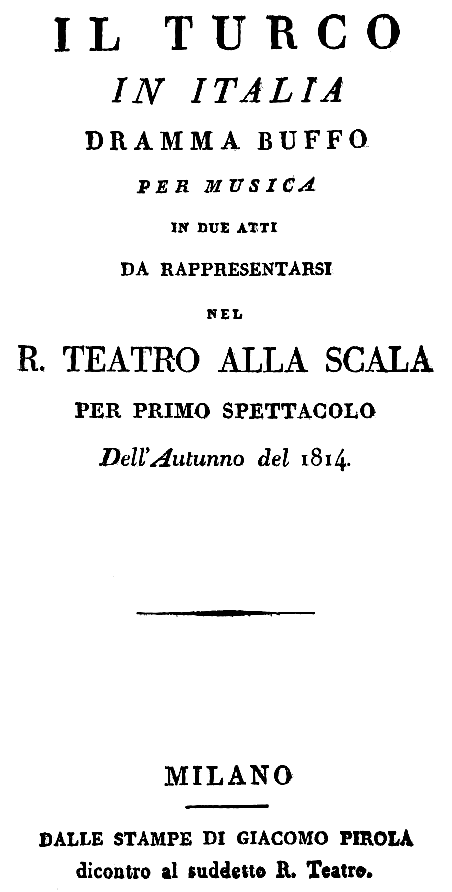
Omslag till librettot

Turken i Italien (italienska: Il turco in Italia) är en opera (Dramma buffo per musica) i två akter med musik av Gioacchino Rossini och text av Felice Romani efter Caterino Mazzolàs libretto för Franz Seydelmanns opera (1788).

## Historia
Efter fiaskot med Aureliano in Palmira ville La Scala istället ha ett verk i Rossinis berömda buffastil. Librettot skrevs av Felice Romani och var en bearbetning av en liknande förlaga av Caterino Mazzola, som 1788 blev tonsatt av Franz Seydelmann för operan i Dresden. Med omvända förtecken hade handlingen en viss likhet med Rossinis Italienskan i Alger, fastän i Seydelmanns opera handlade det inte om någon italienska förflyttad till Algeriet utan om en turk i Italien. Operan hade premiär 14 augusti 1814 på La Scala i Milano. Många i publiken trodde att operan blott och bart var en omändring av Italienskan i Alger och lämnade salongen redan efter första akten. 
Flera av musiknumren var inte av Rossini: secco-recitativen, Geronios cavatina ("Vado in traccia d'una zingara"), Albazars aria ("Ah! sarebbe troppo dolce"), samt hela finalen till akt II. Efter premiären gjorde Rossini ändringar och Narcios aria i akt II ("Tu secondo il mio disegno") lades till någon gång under operan första spelsäsong. En alternativ version av Fiorillas cavatina ("Presto amiche") och ytterligare nummer för Narciso och Geronio förbereddes hösten 1815 för operans premiär i Rom, då Rossini också tog bort två arior från Geronio och Albazar. 
Operan skulle lida mycket av radikala revideringar under de kommande åren. En sådan skedde för operans uppsättning på Comédie-Italienne i Paris 1820. En stympad version av Rossinis opera fogades samman med enskilda nummer från Askungen, Italienskan i Alger och Ciro in Babilonia, samt en aria som inte var skriven av Rossini. Dock var skulden delvis Rossinis egen då han uppenbarligen hade förberett en enaktsversion för teatern, men den har inte överlevt. Parisversionen publicerades och orsakade förvirring de närmaste 150 åren. Efter mitten av 1800-talet försvann operan helt från repertoaren, för att återkomma först i en uppsättning med Maria Callas i Rom 1950.
Svensk premiär den 21 april 1824 på Kungliga Operan i Stockholm (den första opera av Rossini att uppföras där).

## Personer
- Selim, en turkisk furste på resa (bas)
- Don Geronio, kraftlös äkta man (bas)
- Donna Fiorilla, don Geronios unga nyckfulla men ärliga hustru (sopran)
- Don Narciso, Fiorillas uppvaktare (tenor)
- Prosdocimo, en poet (baryton)
- Zaida, zigenerska, tidigare förlovad med Selim (mezzosopran)
- Albazar, Selims förtrogne (tenor)

## Handling
Akt I
Geronio söker upp zigenerskan Zaida för att få svar på frågan om hans nyckfulla hustru Fiorilla fortfarande älskar honom. Poeten Prosdocimo söker efter ett lämpligt ämne för en komedi. När han får veta att Zaida tidigare har varit den rike turken Selims älskade, tror han sig ha funnit en god historia. Och som av en händelse befinner sig Selim ombord på det skepp som just löper in i hamnen! Han blir genast förälskad i Fiorilla, som svartsjukt bevakas av såväl hennes make don Geronio, som hennes uppvaktare Narciso. Vid ett nattligt möte känner Selim och Zaida igen varandra. Fiorilla blir nu svartsjuk. Poeten är högst tillfredsställd med utvecklingen.
Akt II
Selim vill köpa Fiorilla från don Geronio, men denne avböjer. Prosdocimo gör upp en plan: Under en maskeradbal skall alla dyka upp i turkiska dräkter. På balen tror Fiorilla av misstag att Narciso är Selim. Zaida och Selim hamnar i varandras armar, liksom även Fiorilla och Narciso. Endast don Geronio lämnas ensam. Den här händelseutvecklingen misshagar poeten. Till sist reser Selim och Zaida därifrån med fartyget, medan Fiorilla och don Geronio försonas. Endast Narciso blir ensam kvar.

## Musiken
Orkestern består av:
- Träblås: två flöjter (också piccolaflöjter), två oboer, två klarinetter, två fagotter
- Bleckblås: två valthorn, två trumpeter, trombon
- Slagverk: pukor, bastrumma
- Stråkar
- Basso continuo

Operan innehåller följande musiknummer:
- Sinfonia (Ouvertyr)

Akt I
- Nr. 1. Introduktion (Zaida, Albazar, Prosdocimo, kör): "Nostra patria è il mondo intero" (Scen 1)
- Nr. 2. Cavatina (Geronio): "Vado in traccia d'una zingara" (Scen 3)
- Nr. 3. Cavatina (Fiorilla): "Non si dà follia maggiore" (Scen 5) 
  - Kör: "Voga, voga, a terra, a terra" (Scen 5)
  - Cavatinetta (Selim): "Cara Italia, alfin ti miro" (Scen 6)
  - Duett (Fiorilla, Selim): "Serva!" – "Servo" (Scen 6)
- Nr. 4. Terzett (Prosdocimo, Geronio, Narciso): "Un marito – scimunito!" (Scen 8)
- Nr. 5. Kvartett (Fiorilla, Selim, Geronio, Narciso): "Siete Turchi: non vi credo" (Scen 9)
- Nr. 6. Duett (Geronio, Fiorilla): "Per piacere alla signora" (Scen 13)
- Nr. 7. Final I (Kör, Zaida, Selim, Prosdocimo, Narciso, Fiorilla, Geronio, Albazar): "Gran meraviglie" (Scen 15)

Akt II
- Nr. 8. Duett (Selim, Geronio): "D’un bell'uso di Turchia" (Scen 2)
- Nr. 9. Kör och cavatina (Fiorilla): "Non v'è piacer perfetto" – "Se il zefiro si posa" (Scen 4)
- Nr. 10. Duett (Selim, Fiorilla): "Credete alle femmine" (Scen 7)
- Nr. 11. Accompagnato-recitativ och aria (Narciso): "Intesi, ah! Tutto intesi" – "Tu seconda il mio disegno" (Scen 8)
- Nr. 12. Aria (Albazar): "Ah! sarebbe troppo dolce" (Scen 10)
- Nr. 13. Kör: "Amor la danza mova" (Scen 11)
- Nr. 14. Kvintett (Geronio, Narciso, Zaida, Selim, Fiorilla, kör): "Oh! guardate che accidente!" (Scen 11)
- Nr. 15. Accompagnato-recitativ och aria (Fiorilla, kör): "I vostri cenci vi mando" – "Squallida veste, e bruna" (Scen 16)
- Nr. 16. Final II (Fiorilla, Geronio, Prosdocimo, kör, Selim, Zaida, Narciso): "Son la vite sul campo appassita" (Scen 18)

Zigenarkören i början av operan bygger på Lucillas aria "Sento talor nell'anima" från Silkesstegen. Temat från duetten (nr. 6 "Per piacere alla signora") kommer från Il signor Bruschino. Senare skulle Rossini komma att omarbeta ouvertyren för både Sigismondo och Otello. Andra nummer använde han i La gazzetta, såsom duetten "Per piacere alla signora" (Nr. 6), körstycket "Amor la danza mova" (Nr. 13) och kvintetten "Oh! guardate che accidente!" (Nr. 14).
Det är den av Rossinis operor som mest klingar som vore den skriven av Mozart, och då särskilt Così fan tutte som sattes upp på La Scala omedelbart före premiären av Turken i Italien.